# Podjelše
Podjelše je naselje v Občini Kamnik.